# Volvo B7F
Volvo B7F и Volvo B7FA — шасси, на котором строили свои автобусы различные автопроизводители, выпускаемые шведским автопроизводителем Volvo Bussar с переднемоторной компоновкой. В то время как B7FA был более обычным шасси с переднемоторной компоновкой, у B7F двигатель был установлен поверх передней оси, что снижало массу автобусов.
Модели в Европу не поставлялись, но их, по крайней мере, можно было найти в Латинской Америке, Новой Зеландии и Южной Африке.

## Volvo B270F
На заводе в Куритибе, Бразилия, компания Volvo в настоящее время производит переднемоторный Volvo B270F для латиноамериканского рынка. Конструкция автобуса состоит из листовых рессор и 7,2-литрового двигателя от MWM International Motores.